# ماریان بارون
ماریان بارون (انگلیسی: Marian Barone; ۱۸ مارس ۱۹۲۴ – ۱۴ مهٔ ۱۹۹۶) ژیمناست هنری زن اهل ایالات متحده آمریکا بود.